# Ley de Reclutamiento y Reemplazo del Ejército

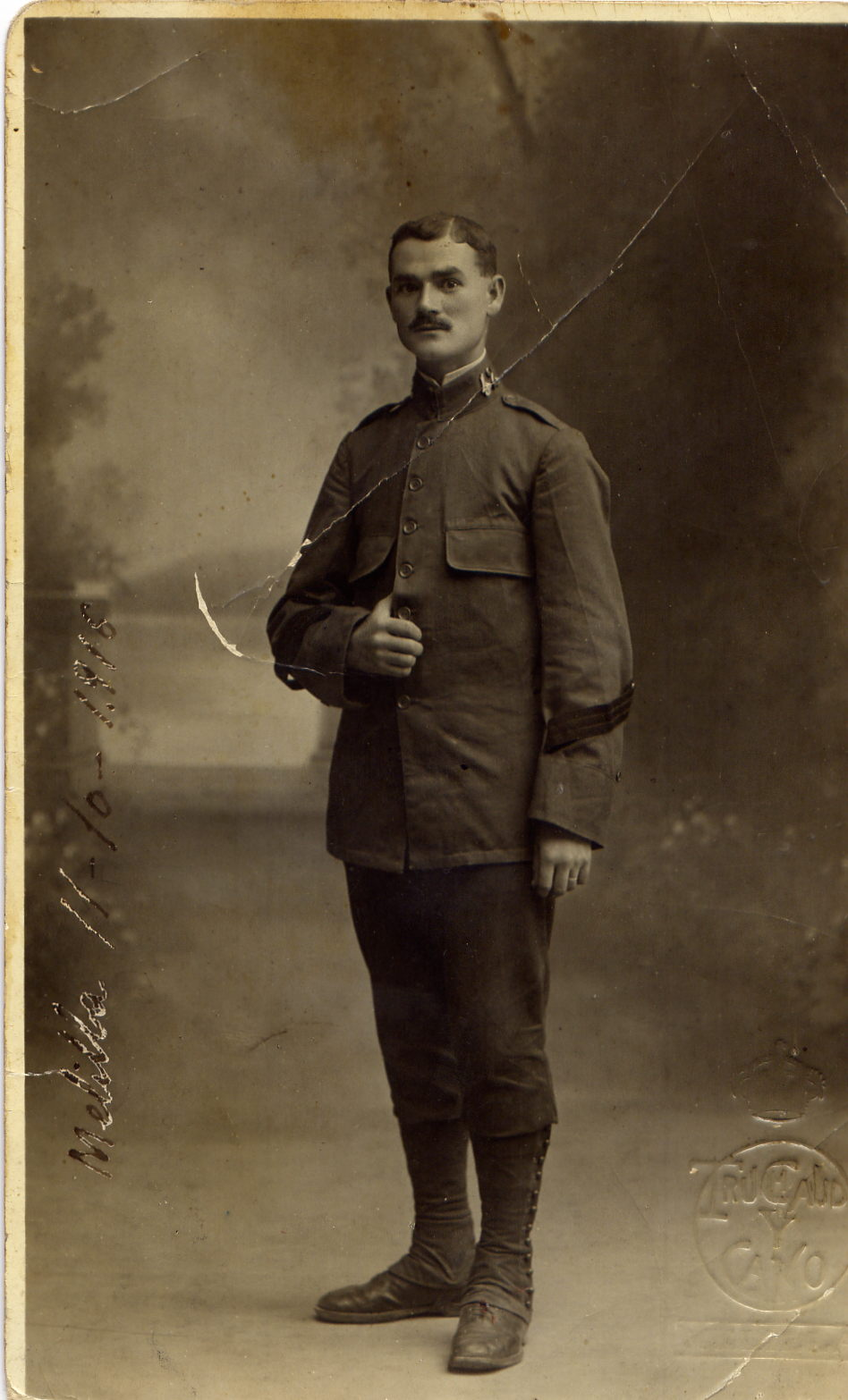
Cabo del Ejército español en 1916, durante el cumplimiento del servicio militar en Melilla.

La ley de Reclutamiento y Reemplazo del Ejército fue una norma legal de España, cuyo articulado fue aprobado por Real Decreto de 19 de enero de 1912, promovida por el entonces presidente del gobierno, José Canalejas y que supuso una reforma del servicio militar en España y la implantación de la obligatoriedad de este.
Puso fin al sistema de las quintas que incluían la redención en metálico y la sustitución, los dos métodos utilizados por las clases acomodadas para evitar que sus hijos fueran reclutados. Sin embargo, la ley estableció la figura del soldado de cuota que permitió que tras el pago de una determinada cantidad de dinero el tiempo de servicio militar efectivo se redujera considerablemente (de cinco a diez meses según la cantidad aportada).

## Antecedentes
En 1909, España entró en un conflicto militar en el norte de Marruecos, en la denominada guerra de Melilla frente a las cabilas rifeñas. En el ámbito de esta contienda, el 27 de julio de 1909, se produjo el desastre del Barranco del Lobo en el que murieron 153 militares españoles y resultaron heridos 599, la mayor parte soldados de reemplazo. De manera paralela, ante el conflicto, el gobierno de España dictó el Real Decreto de 11 de julio de 1909, que llamó a filas a 14.000 reservistas, que debían incorporarse al Ejército de Marruecos. Estos soldados ya habían cumplido su servicio militar y se habían licenciado y la mayoría tenía obligaciones laborales y familiares. Este llamamiento provocó descontentos e incidentes en varios lugares de España. Las protestas se hicieron particularmente intensas en Barcelona, durante la llamada la Semana Trágica, en la que se produjeron duros enfrentamientos sociales y una dura represión del ejército para dominar la situación, que terminó con 78 personas muertas (75 civiles y 3 militares). Uno de los principales motivos de las protestas era la redención en metálico, figura establecida que preveía que con el pago de una determinada cantidad de dinero se podía evitar el cumplimiento del servicio militar. Estos acontecimientos ampliaron la brecha existente entre el Ejército y la sociedad española. En política, provocaron un cambio en la presidencia del gobierno, con la salida de Antonio Maura, la entrada provisional de Segismundo Moret, que permaneció poco más de tres meses y la posterior llegada de José Canalejas, que en esta materia, impulsó una nueva normativa que reformase el sistema de reemplazo vigente del servicio militar, que permanecía casi sin cambios desde 1837.
Desde la entrada en la presidencia del gobierno de Canalejas en 1910 y hasta la aprobación de esta ley, se presentaron dos proyectos para modificar la legislación del servicio militar que no llegaron a ver la luz.

## Elaboración de la disposición
El proyecto de ley fue leído por el entonces ministro de la Guerra, Ángel Aznar y Butigieg, en el Senado el 6 de octubre de 1910, lo que dio paso a su debate en los meses posteriores, en los que los sectores opuestos a esta propuesta de ley trataron de limitar las principales reformas introducidas, en particular las cuestiones referentes a la reducción del tiempo de servicio y a la obligación de servir para los religiosos. Se redactó un dictamen que se remitió al Congreso que mantenía básicamente la propuesta del gobierno Canalejas.
Tras su trámite parlamentario, la ley que dictaba las bases para la ley de reclutamiento y reemplazo del Ejército fue sancionada por el rey Alfonso XIII el 29 de junio de 1911, y el articulado definitivo se aprobó el 27 de febrero de 1912, siendo ministro de la Guerra, Agustín de Luque y Coca.

## Contenido
Los principios más importantes de esta ley eran la universalización del servicio, disponía que el servicio militar era obligatorio para todos los españoles mayores de veintiún años. Se establecía que "constituye un  título honorífico  de ciudadanía y se prestará personalmente por aquellos á quienes corresponda", lo que de acuerdo con los defensores de la ley, lograba una distribución equitativa de la carga que suponía el servicio y la incorporación de todas las clases sociales.
Para servir en el ejército se requería ser español y varón. Como excepción se preveía la existencia de unidades indígenas en los territorios coloniales. Como motivo de exclusión física se encontraba tener una altura inferior a 1,50 metros y un peso por debajo de 48 kg. La duración del servicio activo se establecía en tres años. Igualmente establecía expresamente la eliminación de la redención en metálico. Esta supresión no supuso una igualación completa del cumplimiento del servicio, pues se instauró la figura del soldado de cuota que aunque no suponía librarse del cumplimiento del servicio, sí significaba que se podía acortar su duración y mejorar las condiciones en que se desarrollaba, con el pago de dinero. Con el abono de mil pesetas el servicio se reducía a diez meses y con el pago de 2.000 se limitaba a solo cinco meses.
El  servicio  militar que tenía una duración total de dieciocho años, quedaba  dividido  en  las  siguientes  situaciones:
- Reclutas  en  caja (Plazo variable).
- Primera  situación  del  servicio  activo (Tres años. Al igual que la legislación anterior, el Gobierno podía reducirlo a dos años, recurso habitualmente utilizado por problemas presupuestarios).[4]
- Segunda  situación  de servicio activo (Cinco años).
- Reserva (Seis años).
- Reserva territorial (Resto).

De acuerdo con la ley, anualmente el gobierno establecía los soldados que podían ser instruidos durante ese periodo. En España, este número era aproximadamente de 150.000 hombres. Con esta limitación económica, se dividía a los futuros soldados en dos cupos, mediante un sorteo que se celebraba anualmente, un cupo de filas y otro de instrucción. El primero lo constituían los mozos que debían incorporar en unidades activas mientras que el de instrucción estaba formado por denominados "excedentes" que estaban sujetos también a formación militar pero más ligera. Este sistema era igualmente el que estaba vigente en otros ejércitos como el caso de Alemania.